# جيم ليونارد (مصور)
جيم ليونارد (بالإنجليزية: Jim Leonard)‏ هو مصور أمريكي، ولد في 17 فبراير 1950 في ميامي بيتش في الولايات المتحدة، وتوفي في 3 نوفمبر 2014 في ويست بالم بيتش في الولايات المتحدة.

## وصلات خارجية
- جيم ليونارد على موقع IMDb (الإنجليزية)